# شهرستان هوانگژونگ
شهرستان هوانگژونگ (به لاتین: Huangzhong County) یک منطقهٔ مسکونی در چین است که در شینینگ واقع شده‌است.